# Уряд Судану
Уряд Судану — вищий орган виконавчої влади Судану.

## Голова уряду
- Президент — маршал Умар Хассан Ахмад аль-Башир (англ. Umar Hassan Ahmad al-Bashir).
- Перший віце-президент — Бакрі Хассан Саліх (англ. Bakri Hassan Salih).
- Другий віце-президент — Хасабу Мохамед Абдель Рахім (англ. Hasabu Mohamed Abdel Rahim).
- Помічник президента — Мухаммад Усман аль-Маргхані (англ. Muhammad Uthman al-Mirghani).

## Кабінет міністрів
Склад чинного уряду подано станом на 23 січня 2017 року.
| Логотип | Міністерство                                                  | Міністр                                                                                        | Фото | Час на посаді | Час на посаді | Партія | Партія | Вебсайт |
| ------- | ------------------------------------------------------------- | ---------------------------------------------------------------------------------------------- | ---- | ------------- | ------------- | ------ | ------ | ------- |
|         | Міністерство внутрішніх справ                                 | Ісмат Абдель Рахман Зейн аль-Абдін (Ismat Abdel Rahman Zain al-Abdin)                          |      |               |               |        |        |         |
|         | Міністерство водних ресурсів, іригації та електрики           | Мутаз Мохамед Муса Салім (Mutaz Mohamed Musa Salim)                                            |      |               |               |        |        |         |
|         | Міністерство децентралізації                                  | Фейсал Хассан Ібрахім (Faisal Hassan Ibrahim)                                                  |      |               |               |        |        |         |
|         | Міністерство екології, природних ресурсів і міського розвитку | Хассан Абдель Кадір Хілаль (Hassan Abdel Qader Hilal)                                          |      |               |               |        |        |         |
|         | Міністерство загальної освіти                                 | Суад Абдель Разік Мохамед Саїд (Suad Abdel Raziq Mohamed Sayeed)                               |      |               |               |        |        |         |
|         | Міністерство зв'язку та інформаційних технологій              | Тахані Абдалла Атія (Tahani Abdallah Atia)                                                     |      |               |               |        |        |         |
|         | Міністерство закордонних справ                                | Ібрагім Ахмад Абдельазіз Гхандур (Ibrahim Ahmad 'Abd al-Aziz Ghandour)                         |      |               |               |        |        |         |
|         | Міністерство інвестицій                                       | Мудатір Абдельгані Абдель Рахман (Mudathir Abdelghani Abdel Rahman)                            |      |               |               |        |        |         |
|         | Міністерство інформації                                       | Ахмад Білал Осман (Ahmad Bilal Osman)                                                          |      |               |               |        |        |         |
|         | Міністерство керівництва та фондів                            | Аммар Міргхані Хуссейн (Ammar Mirghani Hussayn)                                                |      |               |               |        |        |         |
|         | Міністерство культури та інформації                           | Аль-Тайїб Хассан Бадаві (Al-Tayyib Hassan Badawi)                                              |      |               |               |        |        |         |
|         | Міністерство молоді та спорту                                 | Хусейн Мухаммад Хамді (Husayn Muhammad Hamdi)                                                  |      |               |               |        |        |         |
|         | Міністерство міжнародної співпраці                            | Камаладдін Хассан Алі (Kamaladdin Hassan Ali)                                                  |      |               |               |        |        |         |
|         | Міністерство мінеральних ресурсів                             | Садік Ахмед Аль-Карурі (Sadiq Ahmed Al-Karouri)                                                |      |               |               |        |        |         |
|         | Міністерство нафти і газу                                     | Мухаммад Заїд Авад (Muhammad Zayid Awad)                                                       |      |               |               |        |        |         |
|         | Міністерство оборони                                          | генерал-лейтенант Авад аль-Карім Ахмад Мухаммад ібн Ауф (Awad al-Karim Ahmad Muhammad ibn Auf) |      |               |               |        |        |         |
|         | Міністерство освіти і науки                                   | Суміа Мохамед Ахмед Абу Кашава (Sumia Mohamed Ahmed Abu Kashawa)                               |      |               |               |        |        |         |
|         | Міністерство охорони здоров'я                                 | Бахр Ідріс Абу Гарда (Bahar Idris Abu Garda)                                                   |      |               |               |        |        |         |
|         | Міністерство перевезень, шляхів сполучення і мостів           | Махаві Мухаммад Авад (Makhawi Muhammad Awad)                                                   |      |               |               |        |        |         |
|         | Міністерство праці                                            | Ахмед Бабікір Нахар (Ahmed Babikir Nahar)                                                      |      |               |               |        |        |         |
|         | Міністерство промисловості                                    | Мохамед Юсіф Алі Юсіф (Mohamed Yousif Ali Yousif)                                              |      |               |               |        |        |         |
|         | Міністерство розвитку людських ресурсів                       | Аль-Садік аль-Гаді Абдель Рахман аль-Махаді (Al-Sadiq al-Hadi Abdel Rahman al-Mahadi)          |      |               |               |        |        |         |
|         | Міністерство соціального забезпечення                         | Машейр Мохаммед аль-Амін Абдалла (Masheir Mohammed al-Amin Abdallah)                           |      |               |               |        |        |         |
|         | Міністерство старовини, туризму і дикої природи               | Мохамед Абу Заїд Мустафа (Mohamed Abu Zaid Mustafa)                                            |      |               |               |        |        |         |
|         | Міністерство сільського і лісового господарства               | Ібрагім Адам Ахмед аль-Духайрі (Ibrahim Adam Ahmed al-Dukhairi)                                |      |               |               |        |        |         |
|         | Міністерство тваринних ресурсів                               | Муса Тібін Муса (Musa Tibin Musa)                                                              |      |               |               |        |        |         |
|         | Міністерство торгівлі                                         | Мансур Юсіф Аль-Аджаб (Mansour Yousif Al-Ajab)                                                 |      |               |               |        |        |         |
|         | Міністерство у справах президента                             | Фадл Абдалла (Fadl Abdallah)                                                                   |      |               |               |        |        |         |
|         | Міністерство фінансів і економічного планування               | Бадр аль-Дін Махмуд Хамід Аббас (Badr al-Din Mahmoud Hamid Abbas)                              |      |               |               |        |        |         |
|         | Міністерство юстиції і Генеральний прокурор                   | Авад аль-Хассан аль-Нур (Awad al-Hassan Al-Nour)                                               |      |               |               |        |        |         |
|         | Міністр кабінету міністрів                                    | Ахмед Саад Омар Хідір (Ahmed Saad Omar Khidir)                                                 |      |               |               |        |        |         |